# Lozi
Lozi (silozi) är ett bantuspråk som talas som modersmål av omkring 700 000 människor, huvudsakligen etniska lozi, i sydvästra Zambia,och i delar av Zimbabwe, Botswanaoch Namibia. Det är även lingua franca på Capriviremsan i Namibia då ibland även kallat capriviska.
Lozi hör till Benue-Kongo-språken som är en undergrupp av Niger-Kongospråken eller Sotho–Tswana-språkgruppen enligt Guthrie-uppdelningenoch är därmed nära besläktat med setswana, sepedi och sesotho.
Språkets namn har i Europa transkriberats på flera olika sätt, bland annat som rotse, rozi, rutse och lotse. På lozi kallas det silozi eller sikololo, eftersom det uppstått som en hybrid mellan luyana och kololo.
Lozi har officiell status som administrativt språk i Zambia och Namibia.